# Xeroderus
Xeroderus är ett släkte av insekter. Xeroderus ingår i familjen Phasmatidae.
Kladogram enligt Catalogue of Life:
| Xeroderus | \| \| Xeroderus brevipennis \| \| \| \| \| \| Xeroderus kirbii \| \| \| \| |
|           | \| \| Xeroderus brevipennis \| \| \| \| \| \| Xeroderus kirbii \| \| \| \| |
|           | Xeroderus brevipennis                                                      |
|           |                                                                            |
|           | Xeroderus kirbii                                                           |
|           |                                                                            |